# Im Todestrakt (Film)
Im Todestrakt (auch: Schäfer und Schlachter, Originaltitel: Shepherds and Butchers) ist ein Justizdrama aus dem Jahr 2016 des südafrikanischen Regisseurs Oliver Schmitz. Die Adaptation des gleichnamigen Romans von Chris Marnewick wurde bei der Berlinale 2016 uraufgeführt und am 7. Juni 2018 im Fernsehsender Arte ausgestrahlt.

## Handlung
1987 in Südafrika. Der 19-jährige Leon Labuschagne erschießt nachts in Pretoria sieben schwarze Fahrzeuginsassen. Anwalt Johann Webber aus Durban, ein erklärter Gegner der Todesstrafe, übernimmt seine Verteidigung. Die Todesstrafe scheint Labuschagne jedoch sicher, da Webber weder Täterschaft noch Tathergang bestreiten kann.
Im Lauf des Verfahrens gelingt es Webber, seinen verstockten Mandanten unter den Augen von dessen vorgesetztem Warrant Officer zu einer Aussage zu bewegen, die Staatsanwaltschaft und Gericht die Vorgeschichte der Tat veranschaulicht und die in Rückblenden erzählt wird.
Um dem Militärdienst zu entgehen, hatte sich Labuschagne, ein ehemaliger Musterschüler und junger Familienvater, mit 17 Jahren zum Justizvollzugsdienst gemeldet und wurde im Todestrakt eines Hochsicherheitsgefängnisses eingesetzt. Dort nahm er bereits am zweiten Tag seines Dienstes an der Hinrichtung von sieben Verurteilten teil. Das legale Töten auf Befehl ließ ihn zunehmend verrohen, ohne dass er und seine Kollegen – zur Geheimhaltung dienstlicher Angelegenheiten verpflichtet – jemals über ihre Erlebnisse sprachen. Gleichzeitig betreute er die Todeskandidaten und deren Familien mit Hingabe.
Am Tag der Tat war eine Gefangenenrevolte gewaltsam niedergeschlagen worden. Labuschagne musste nach der Hinrichtung die Leichen zum Friedhof fahren. Auf dem Weg dorthin erlitt er einen Verkehrsunfall. Der ihm zugeteilte schwarze Helfer lief in Panik davon. Allein und während eines Unwetters begrub Labuschagne die Toten unter größter körperlicher Anstrengung. Die bei dem Unfall erlittene Kopfverletzung wurde nach seiner Rückkehr ins Gefängnis nur notdürftig behandelt. Danach kam es auf dem Heimweg zu einem Beinahe-Unfall mit einem Kleinbus, in dem Labuschagnes spätere Opfer saßen und ihn wild gestikulierend beschimpften. Labuschagne verfolgte den Bus und erschoss in einem Steinbruch alle Insassen. Anschließend floh er zu Fuß.
Webber kann das Gericht von Labuschagnes seelischer Ausnahmesituation überzeugen, in der er sich zum Tatzeitpunkt befand. Er wird nicht zum Tode, sondern zu 20 Jahren Haft verurteilt und erhält die Möglichkeit, sich psychiatrisch behandeln zu lassen.

## Kritik
„Auf dem Weg zum Urteil setzt Drehbuchautor Brian Cox, der sich eng an Chris Marnewicks Romanvorlage hält, auf die typische Dramaturgie erfolgreicher Justizdramen: Sieht anfangs noch alles hoffnungslos aus, erscheint bald ein Silberstreif am Horizont, den es gegen die Mahnungen des skeptischen Richters und die Wirkungstreffer der Staatsanwaltschaft in ein gerechtes Urteil umzumünzen gilt. Auch wenn der Handlungsverlauf gelegentlich etwas schematischer wirkt als nötig, erschöpft sich die Figurenzeichnung erfreulicherweise nicht in Klischees: Einzig Webbers Kollege Wierda kommt etwas holzschnittartig daher – seine Bedenken bei der Übernahme des Mandats sollen die Aussichtslosigkeit des Falls unterstreichen. Die anfangs überhebliche Staatsanwältin Marais offenbart später menschliche Züge, während der britische Komiker Steve Coogan die ungewohnte Rolle als aufopfernd kämpfender Moralist souverän aus dem Ärmel schüttelt. Unumstrittener Star des Films ist aber Jungschauspieler Garion Dowds: Der Südafrikaner brilliert als traumatisiertes Sensibelchen und gibt mit seiner facettenreichen Performance, die an Edward Nortons Auftritt im Justizthriller ‚Zwielicht‘ erinnert, eine eindrucksvolle Visitenkarte ab.“ Fazit: „Schäfer und Schlachter“ sei ein fesselnd-geradliniges Justizdrama und ein überzeugendes Plädoyer gegen die Todesstrafe. „Man kann von einem Mann nicht verlangen, gleichzeitig Schäfer und Schlachter zu sein“, klage Webber in seinem Schlussplädoyer an – und bringe damit nicht nur den Filmtitel, sondern auch die extreme psychische Belastung, der Leon Tag für Tag im Gefängnis ausgesetzt gewesen sei, auf den Punkt. Auch wenn der Handlungsverlauf gelegentlich etwas schematisch wirke, werde beim Zuschauer geschickt das Mitgefühl mit dem Angeklagten geweckt; zu dem emotionalen Appell gesellten sich bedenkenswerte sachliche Argumente gegen die Todesstrafe.
„Unschön“ sei, wie Regisseur Oliver Schmitz auf eine reißerische Weise die Vorgänge inszeniere. In den Flashbacks falle ihm nicht mehr ein als eine möglichst plakative Darstellung. Zum Ende hin sei das Drama dann auch „von einem sehr aufdringlichen Pathos erfüllt.“

## Auszeichnungen
- Berlinale 2016: Panorama Publikums-Preis Spielfilm (3. Platz)[6]
- 2016: Woodstock Film Festival (Beste Kamera, Beste Regie)[7]
- 2017: South African Film and Television Awards (Beste Regie)[8]
- 2017: Publikumspreis für den Besten Spielfilm beim Afrika Film Festival in Köln[9]

## Hintergrund
Südafrika gehörte während der Apartheid zu den Staaten mit den meisten vollstreckten Todesurteilen.
1995 wurde die Todesstrafe nach einem Urteil des Verfassungsgerichts der Republik Südafrika abgeschafft.
Am 28. November 2019 entschied der Afrikanische Gerichtshof für Menschenrechte und die Rechte der Völker (African Court on Human and Peoples’ Rights) in Arusha, dass die zwingende Todesstrafe bei einer Verurteilung wegen Mordes eine Verletzung des Rechts auf Leben sei, das in Artikel 4 der Afrikanischen Charta der Menschenrechte und der Rechte der Völker geschützt ist.
Vor dem Hintergrund von knapp 58 Morden sowie 144 Vergewaltigungen und anderen Sexualdelikten pro Tag zwischen April 2018 und März 2019 gibt es in Südafrika eine öffentliche Forderung nach Wiedereinführung der Todesstrafe.